# Bernardo Saraiva
Bernardo Saraiva (* 6. August 1993 in Lissabon) ist ein ehemaliger portugiesischer Tennisspieler.

## Karriere
Saraiva bestritt sein erstes Turnier auf der ITF Future Tour bereits 2011, konnte sich jedoch erst 2015 in der Weltrangliste platzieren. Er studierte zwischen 2011 und 2015 an der University of San Francisco und spielte dort auch College Tennis. Seinen ersten Auftritt auf der zweitklassigen ATP Challenger Tour hatte er 2016 in Aptos, als er in der ersten Runde im Doppel verlor. In den folgenden zwei Jahren gewann er auf der Future Tour zwölf Doppeltitel, wodurch er sich in der Weltrangliste bis auf Rang 243 verbesserte. Sein einziger Erfolg auf der Challenger Tour gelang ihm im Januar 2019, als er mit dem US-Amerikaner Maxime Cressy die Doppelkonkurrenz in Columbus gewann. Im September 2019 erreichte er sein Karrierehoch von Platz 205. Einen Monat zuvor hatte er sein letztes Profiturnier gespielt und seine Karriere beendet. Er arbeitet seitdem in der Wirtschaft.

## Erfolge
| Legende (Anzahl der Siege)  |
| Grand Slam                  |
| ATP World Tour Finals       |
| ATP World Tour Masters 1000 |
| ATP World Tour 500          |
| ATP World Tour 250          |
| ATP Challenger Tour (1)     |

### Doppel

#### Turniersiege
| Nr. | Datum           | Turnier  | Belag         | Partner       | Finalgegner                       | Ergebnis  |
| --- | --------------- | -------- | ------------- | ------------- | --------------------------------- | --------- |
| 1.  | 12. Januar 2019 | Columbus | Hartplatz (i) | Maxime Cressy | Robert Galloway Nathaniel Lammons | 7:5, 7:63 |